# Hoplopleura pacifica
Hoplopleura pacifica är en insektsart som beskrevs av Ewing 1924. Hoplopleura pacifica ingår i släktet Hoplopleura och familjen gnagarlöss. Inga underarter finns listade i Catalogue of Life.